# Ufficio centrale di statistica della Chiesa cattolica
L'Ufficio centrale di statistica della Chiesa cattolica è un ufficio della Santa Sede facente parte della Curia romana; è alle dipendenze della sezione Affari generali della Segreteria di Stato della Santa Sede.
L'ufficio venne eretto il 15 agosto 1967 da parte di papa Paolo VI, inizialmente con il nome di Ufficio centrale di statistica.
Esso è un organismo ufficiale della Santa Sede incaricato di fornire tutti i dati riguardo al Cattolicesimo nel mondo. L'opera riassuntiva, e più importante, degli studi completati è l'Annuario pontificio, che viene edito annualmente.

## Cronotassi dei direttori
- Francesco Norese (1971 - 1974 dimessosi)
- Pietro Silvi (1975 - 1996 dimessosi)
- Vittorio Formenti (1996 - 2016 dimessosi)
- Tomislav Đukez (2019 - 2023)